# Thai Entertainment Content Trade Association
Thai Entertainment Content Trade Association ou TECA é uma empresa oficial que representa as indústrias fonográficas da Tailândia. É também associada ao IFPI.